# Geleitzug PQ 1
Der Geleitzug PQ 1 war ein alliierter Nordmeergeleitzug, der Ende September 1941 auslief, um Nachschub für die Rote Armee von Island nach Murmansk durch das Nordmeer zu transportieren. Der Geleitzug war der zweite alliierte Nordmeergeleitzug und war als erster mit einer alphanumerischen Kennung benannt.

## Anforderung und Auslaufen

### Anforderung
Nach der sogenannten Konferenz von Moskau hatten sich die Alliierten zur Lieferung von 200 Flugzeugen bis Juni 1942 an die Sowjetunion verpflichtet. Die Flugzeuge, die vom Vorgängergeleitzug im Rahmen der Operation Benedict geliefert worden waren, blieben unter Kontrolle der Royal Air Force. Die Masse der zugesicherten Flugzeuge sollte mit dem Geleitzug PQ 1 geliefert werden.

### Zusammensetzung
Der Geleitzug bestand aus zehn Frachtschiffen:
- Ville d’Anvers, belgisch, 7462 BRT
- Capira, panamaisch, 5565 BRT[A 1]
- River Afton, britisch, 5479 BRT
- Atlantic, britisch, 5414 BRT
- Gemstone, britisch, 4986 BRT
- North King, panamaisch, 4934 BRT
- Lorca, britisch, 4875 BRT
- Harmonic, britisch, 4558 BRT
- Blairnevis, britisch, 4155 BRT
- Elna II, sowjetisch, 3221 BRT

und dem Flottentanker RFA Black Ranger mit 3.417 BRT zur Versorgung der Sicherungsschiffe.

### Auslaufen
Der Geleitzug verließ Hvalfjörður am 29. September 1941 um 18:45 Uhr. Die Sicherung oblag einer Kampfgruppe mit dem schweren Kreuzer Suffolk und den drei Zerstörern Impulsive, Anthony und Antelope sowie den Minensuchern Britomart, Gossamer, Leda und Hussar.
Die Antelope wurde am 2. Oktober durch den aus dem Flottenstützpunkt Scapa Flow kommenden Zerstörer Escapade abgelöst und lief seinerseits zu der Marinebasis.
Der Tanker Black Ranger verließ den Geleitzug am 4. Oktober 1941 und schloss sich den Schiffen des Geleits „QP 1“ an, der sich aus den zurückkehrenden Schiffen des Vorgängergeleitzuges Dervish zusammensetzte.

## Ankunft des Geleitzuges
Der Geleitzug PQ 1 wurde, wie auch sein Vorgänger, nicht angegriffen. Angriffe auf das Geleitzugsystem im Nordmeer aus der Luft begannen erst mit Geleitzug PQ 6. So erreichte PQ 1 ohne Verluste am 11. Oktober 1941 um 2:40 Uhr Murmansk. Die Handelsschiffe lieferten:
- 193 Hawker-Hurricane-Jagdflugzeuge
- 20 Kampfpanzer

## Belege und Verweise

### Bemerkungen
1. ↑  Capira: 5565 GRT nach naval-history.net, 5625 tons nach convoyweb.org.uk